# 778
Раннє Середньовіччя. У Східній Римській імперії триває правління Лева IV Хозара. Карл Великий править Франкським королівством. Північ Італії належить Франкському королівству, Рим і Равенна під управлінням Папи Римського, герцогства на південь від Римської області незалежні, деякі області на півночі та на півдні належать Візантії. Піренейський півострів, окрім Королівства Астурія, займає Кордовський емірат. В Англії триває період гептархії. Центр Аварського каганату лежить у Паннонії. Існують слов'янські держави: Карантанія та Перше Болгарське царство.
Аббасидський халіфат займає великі території в Азії та Північній Африці. У Китаї править династія Тан. В Індії почалося піднесення імперії Пала. У Японії триває період Нара. Хазарський каганат підпорядкував собі кочові народи на великій степовій території між Азовським морем та Аралом. Територію на північ від Китаю займає Уйгурський каганат.
На території лісостепової України в VIII столітті виділяють пеньківську й корчацьку археологічні культури. У VIII столітті тривало швидке розселення слов'ян. У Північному Причорномор'ї співіснують різні кочові племена, зокрема булгари, хозари, алани, авари, тюрки, кримські готи.

## Події
- Франкський король Карл Великий здійснив похід в Іспанію, куди його запросили боротися проти Кордовського емірату бунтівні арабські правителі Сарагоси й Барселони. Франки пішли через Піренеї двома потоками. Один прибув у Барселону, а другий в Сарагосу, але тамтешній правитель відмовився приєднатися до них. Франки протримали Сарагосу в облозі півтора місяця, але потім отримали звістку, що знову повстали сакси, й повернули назад.
- 15 жовтня в Ронсевальській ущелині ар'єргард франкського війська розбили баски. Цей епізод ліг в основу «Пісні про Роланда».
- Вождь саксів Відукінд скористався з відсутності Карла Великого, повернувся з Данії й розпочав повстання проти франків. Йому вдалося знищити фортецю Карлсбург.
- На Сардинії вибухнуло повстання проти арабів.
- На Яві споруджується храм Боробудур.

## Померли
- 15 серпня — У битві з басками в ущелині Ронсеваль загинув учасник походу Карла Великого франкський маркграф Роланд, майбутній герой епосу «Пісня про Роланда».